# ヘグニ・ホイダル
ヘグニ・カルステン・ホイダル（フェロー語: Høgni Karsten Hoydal、1966年3月28日 - ）は、デンマーク自治領・フェロー諸島の政治家。現在、自治政府副首相、共和党首。
学者夫婦のもとにコペンハーゲンで生まれた。妻と3人の子供がいる。